# John L. Waddy
Pour les articles homonymes, voir Waddy (homonymie).
Le colonel John Llewellyn Waddy, né le 17 juin 1920 à Taunton dans le Somerset en Angleterre et mort le 27 septembre 2020, est un officier de la British Army qui a servi lors de la Seconde Guerre mondiale en Palestine et pendant l'insurrection communiste malaise. Il devient par la suite directeur du Special Air Service (SAS).
Entré dans l'armée britannique peu de temps avant la Seconde Guerre mondiale, il sert au sein du Somerset Light Infantry en Inde. Il se porte volontaire, rejoint le Régiment parachutiste et participe à la campagne d'Italie à la fin de l'année 1943. De retour au Royaume-Uni avec la 4e brigade parachutée, qui fait partie de la 1re division aéroportée, il prend part à la bataille d'Arnhem, où il est blessé et fait prisonnier par les troupes allemandes.
Après la guerre, il reste dans l'armée et sert en Palestine mandataire ainsi que pendant l'insurrection communiste malaise, pour laquelle il fut récompensé de la citation militaire britannique. Il est fait membre de l'ordre de l'Empire britannique en 1963. Il est l'un des premiers à occuper le poste de directeur du SAS et fait beaucoup pour élargir son rôle. Il occupe par la suite divers postes de conseiller militaire, notamment à Washington, DC, au Viêt Nam et, après sa démission de l'armée, avec Westland Helicopters et lors du tournage du film Un pont trop loin (A Bridge Too Far).

## Biographie

### Jeunesse
John Llewellyn Waddy naît le 17 juin 1920 à Taunton dans le Somerset. Il est le fils du lieutenant-colonel Richard Henry Waddy, DSO (ordre du Service distingué), et de son épouse Llewellyn. Il fait ses études au Wellington College, dans le Berkshire, puis devient cadet au Royal Military College à Sandhurst dans le Berkshire.

### Seconde Guerre mondiale

#### Afrique du Nord et Italie
Le 3 juillet 1939, John L. Waddy est nommé sous-lieutenant dans le Somerset Light Infantry et est envoyé en Inde deux mois plus tard avec le 1er bataillon, commandé par le lieutenant-colonel John Harding. Après s'être rendu de Taunton en Écosse, il quitte la Grande-Bretagne le jour même où celle-ci déclare la guerre à l'Allemagne. Il est promu capitaine intérimaire, puis temporaire à partir de septembre 1940, et lieutenant le 3 janvier 1941. Il passe cependant la plupart de son temps en Inde à faire des exercices et a peu de chance de servir sur le terrain. Désespéré à l'idée de partir, Waddy se porte volontaire pour former un nouveau bataillon britannique de parachutistes en août 1941 et rejoint en octobre le 151e bataillon de parachutistes en tant qu'officier de renseignement de Grande-Bretagne. Le parachutisme était rudimentaire en Inde et les sauts d'entraînement étaient réalisés à partir de biplans Vickers Valentia. Il obtient son Parachutiste Badge le jour même où le Japon attaque Pearl Harbor. Toutefois, deux mois plus tard seulement, il manque de mourir lors d'un saut d'entraînement et passe trois jours dans le coma.
En octobre 1942, le bataillon est envoyé en Afrique du Nord et est renommé 156e bataillon de parachutistes, où il devient l'unité centrale de la nouvelle 4e brigade parachutée, formée en décembre. Waddy est brièvement nommé adjudant du bataillon, mais est rapidement promu au poste d'officier de renseignement de la 4e brigade. La brigade quitte l'Égypte pour la Palestine en février 1943 et pour la Tunisie en juin, où elle rejoint la 1re division aéroportée, alors commandée par le major-général George Hopkinson. John L. Waddy rappelle que l'introduction du désormais célèbre béret marron était particulièrement impopulaire auprès du 156e bataillon, qui portait auparavant des chapeaux à larges bords. La 4e brigade ne prend pas part à l'invasion de la Sicile par les Alliés, mais le 5 septembre, toute la division se rend à Tarente en Italie (opération Slapstick). Le port est capturé par le 156e bataillon et le quartier général de brigade à l'avant-garde.
La division progresse vers le nord au cours des semaines suivantes, poursuivant lentement la 1re division allemande de parachutistes. Au cours d'une opération, Waddy trouve un obusier italien de 179 mm qu'il utilise pour disperser les Allemands afin de contre-attaquer les positions du 156e Bataillon, tirant à travers des vues dégagées sur un bâtiment situé au centre de leur front. Waddy est promu major par intérim en octobre et prend en charge la compagnie B du 156e bataillon un mois avant le retrait de la 1re Division aéroportée et son retour au Royaume-Uni en décembre. Le 24 janvier 1944, il est fait capitaine de guerre et commandant temporaire.

#### Bataille d'Arnhem
Le déploiement suivant de la 1re Division aéroportée a lieu en septembre 1944, lors de l'opération Market Garden. Les Alliés prévoyaient de faire appel à des forces aéroportées pour sécuriser des ponts clés traversant un certain nombre de rivières et de canaux aux Pays-Bas, ouvrant ainsi une voie autour de la ligne Siegfried jusqu'au cœur de l'Allemagne. La 1re Division aéroportée est chargée de sécuriser les ponts sur le Bas-Rhin à Arnhem et la 4e brigade parachutée est chargée d'occuper les abords nord de la ville en cas de contre-attaque des forces allemandes. La brigade devait arriver le deuxième jour de l'opération, le 18 septembre, à l'aide de zones de largage protégées par des éléments de la 1re division aéroportée. En l'occurrence, le brouillard au sol en Angleterre retarde la deuxième levée de quatre heures, ce qui épargne à l'avion de transport Dakota de rencontrer des chasseurs de la Luftwaffe au-dessus de la zone de largage. L’appareil est toutefois soumis à un tir anti-aérien considérable à l’approche de la zone de largage. Waddy rappelle plus tard que son avion était si près du sol qu'il pouvait voir les visages des équipages allemands de dos. Il observe de nombreuses rafales de flak et voit les chasseurs escorteurs Hawker Typhoon attaquer les batteries de flak alors qu'ils approchaient de la zone de largage. Son propre avion est touché à la queue, mais le pilote poursuit sa route jusqu'à la zone de largage où, malgré un mauvais lacet, Waddy et ses hommes réussissent à sauter. Les parachutistes sont la cible de tirs d'armes légères dirigés contre les portes de l'avion lorsqu'ils quittent l'avion, ils sont parachutés alors qu'ils sont la cible de puissantes rafales sur Ginkel Heath. Le signaleur de Waddy perd sa radio alors qu'il sautait derrière lui. Le matériel encombrant est touché par une balle au moment où il saute du Dakota.
Sur le terrain, un capitaine en colère, qui avait prévu que les hommes arriveraient quatre heures plus tôt, explique à John L. Waddy, choqué, la détérioration rapide de la situation sur le terrain. Avec le 11e bataillon de parachutistes expédié à Arnhem et le 10e bataillon de parachutistes défendant les blessés dans la zone de largage, seul le 156e bataillon était libre de se déplacer. Vers 17 heures, ils s'éloignent le long de la voie ferrée Utrecht-Arnhem et rencontrent leurs éléments transportés par des planeurs à Wolfheze juste avant d'être mis à feu par un chasseur allemand. En approchant d'Oosterbeek, ils rencontrent des troupes allemandes de Panzer et s'arrêtent pour la nuit.
Dans la matinée, de nouveaux ordres sont donnés pour conduire la 4e brigade au flanc gauche de la 1re brigade parachutée. La compagnie B reçoit l'ordre de fournir des tirs d'appui sur les flancs  de la compagnie A qui les devance, ce qu'elle réussit à faire avant de retourner au QG du bataillon et de suivre l'avancée. Le lieutenant-colonel Sir Richard des Vœux ordonne à Waddy de faire passer la compagnie B par les positions de la compagnie A et de poursuivre l'avancée vers les hauteurs, estimant qu'il n'y avait pas beaucoup d'opposition. En fait, une compagnie avait presque été détruite et Waddy croise de nombreux corps en y allant. Au fur et à mesure que l'entreprise progresse, ils sont bloqués par ce que Waddy pensait être un pistolet anti-blindage double canon de 20 mm. Il dirige un petit groupe pour l'attaquer, mais est repéré par un sniper allemand. Un compagnon est tué sur le coup et Waddy, sans sa mitrailleuse, ne peut tirer que de manière inefficace avec son pistolet. Le tireur d'élite lui a tiré dans le bas-ventre et a essayé de le toucher à nouveau alors qu'il commençait à ramper, forçant Waddy à s'allonger pendant un moment avant que l'un de ses hommes, un soldat rhodésien de 1,93 m de hauteur, le ramène au QG de la compagnie. Face à une forte concentration d'armures ennemies, l'attaque stagne et est ensuite annulée. Le bataillon a subi des pertes si lourdes qu'il est réduit à la taille d'une simple compagnie.
Au poste d'aide régimentaire, John L. Waddy découvre que les médecins n'ont pas beaucoup d'espoirs le concernant. Le journal de guerre du 156e Bataillon rapporte même que « le commandant de la compagnie B a été mortellement blessé ». Il est conduit à côté d'un poste d'ambulance de campagne et de là à l'hôtel Tafelburg à Oosterbeek, qui est utilisé comme poste de secours principal. Il y est opéré dans la salle de billard de l'hôtel, où le major Guy Rigby Jones a utilisé la table de billard pour effectuer une intervention chirurgicale. Le lendemain, il est transféré dans une maison à cause de l’augmentation du nombre de victimes. Comme les postes de secours se trouvent au front du périmètre d’Oosterbeek, ils sont soumis à des tirs constants et il est blessé à deux reprises. Un fragment d'obus se loge dans son pied gauche et un coup ultérieur lui cause des éclats au visage et à l'épaule. À une autre occasion, alors que la bataille tournoie autour du poste de secours, des Allemands occupent son bâtiment. Lorsque la maison prend feu, il est conduit dehors vers un point de rassemblement où des médecins allemands l’emmènent à Apeldoorn.
John L. Waddy passe les six semaines suivantes dans un hôpital allemand à Apeldoorn. Une fois de plus, les patients britanniques sont informés sur des tirs visant la Croix-Rouge après une attaque au Spitfire. Mais, dans l'ensemble, Waddy est impressionné par la gentillesse du personnel et des gardes allemands. Il évite de justesse de se faire amputer le pied lorsqu'une infirmière lui retire une écharde avec une pince. Une fois suffisamment remis de ses blessures, il est emmené au Stalag VII-A où il reste jusqu'à la libération du camp fin avril 1945.

### Service après la guerre
John L. Waddy reste dans l'armée après la fin de la guerre et rejoint le siège de la 3e brigade parachutée avant d'être envoyé en Palestine en septembre 1945. Un mois plus tard, il rejoint le 9e bataillon chargé de faire face à la menace terroriste juive. En juillet 1947, il est à nouveau blessé par les membres de l'Irgoun. Comme le régiment de parachutistes n'est pas autorisé à recruter des officiers pendant plus de trois ans, Waddy est muté en mars 1948, après presque sept ans passés au régiment. Il passe les quatre années suivantes à occuper des postes d'état-major, d'abord en Grèce, puis à Taunton où il devint OSG 3 pour la 43e division (Wessex). Plus tard, il est envoyé à la 1re division d'infanterie en Égypte, puis en Libye. En juillet 1952, il est promu major de corps et, deux mois plus tard, est affecté en Malaisie en tant que commandant de compagnie du 1er bataillon, The Somerset Light Infantry. Il passe un an dans le pays pendant l'insurrection communiste malaise et reçoit la Citation militaire britannique.
De retour de Malaisie, John L. Waddy passe du temps à l’École d’état-major de la Royal Air Force et à l’entraînement pour le bataillon de l’armée territoriale de l’infanterie légère de Somerset. Il se porte ensuite volontaire pour rejoindre le régiment de parachutistes et est envoyé en échange au Centre canadien d'entraînement aérien commun au Manitoba, au Canada. En 1958, le Parachute Regiment est autorisé à garder ses propres officiers et Waddy postule rapidement. Il est affecté en Jordanie, puis à Chypre, en tant que commandant adjoint du 2e Bataillon, expérience qu'il a comparée à son retour dans la famille. En 1960, il est promu lieutenant-colonel et affecté à Aldershot pour commander le Depot The Parachute Regiment et les forces aéroportées, au cours desquels il établit le camp de bataille du Parachute Regiment à Brecon, qui deviendra plus tard l'école de combat d'infanterie. En 1962, il devient instructeur en chef dans une école d’armes légères à Hythe. Lors des honneurs du Nouvel An 1963, il est nommé officier de l'ordre de l'Empire britannique pour son commandement du dépôt.
À la fin de 1964, John L. Waddy occupe un nouveau poste en tant que colonel SAS, et en devient plus tard directeur, ce qui lui permet d'être promu au rang de colonel. Waddy est l'un des premiers titulaires de ce poste et on lui attribue le développement  de nouveaux rôles pour les SAS dans la période post-coloniale. Il écrit également un article sur le rôle du service dans la lutte contre le terrorisme et la collecte de renseignements, prévisions qui se sont réalisées depuis.
Après de brefs séjours à Washington, DC et à Fort Benning en tant qu’agent de liaison, John L. Waddy est affecté à l’ambassade du Royaume-Uni à Saigon en tant que conseiller en matière de défense en 1970. Il put y assister directement la guerre du Vietnam avant de revenir en Grande-Bretagne en 1972 et de rejoindre l'Établissement de guerre mixte à Old Sarum près de Salisbury dans le Wiltshire.

### Service civil
John L. Waddy démissionne de sa commission en 1974 et devient conseiller militaire de Westland Helicopters, poste qu'il occupe jusqu'à sa retraite en 1989. Même s'il trouve le travail stimulant, Waddy est frustré par le désintérêt de l'armée pour l'hélicoptère.
Lorsque la production du film Un pont trop loin commence en 1975, Westadd accorde à John L. Waddy six mois pour agir en tant que conseiller militaire en chef, nomination que John Frost jugeait idéale. Waddy est responsable de la formation de « l'Armée privée d'Attenborough », un groupe de cinquante hommes qui participent à un camp d'entraînement afin de représenter les hommes de Frost à Arnhem Bridge et de fournir l'épine dorsale des acteurs supplémentaires. Waddy avoue être profondément préoccupé par la qualité des acteurs au début, mais il réussit à en faire des hommes qui jouent correctement le rôle. Bien que Waddy et ses collègues consultants militaires (parmi lesquels John Frost, Roy Urquhart, James M. Gavin, Brian Horrocks et Joe Vandeleur) aient peu d'influences sur le scénario du film, il est toutefois en mesure de garantir la conservation historique de certaines parties précises. Comme remerciement après avoir reçu quelques conseils, Edward Fox appelle son chauffeur Waddy dans la première scène du film et a une brève apparition dans l'une des dernières scènes.
Avec de nombreux anciens combattants, John L. Waddy revient à Arnhem fréquemment. Lors de sa visite en 1954, on lui présente un étui à cigarettes en argent endommagé portant son nom de famille. Lorsqu'il le fait nettoyer à la maison, il découvre qu'il s'agissait d'un cadeau de son père au colonel Hilaro Barlow, un autre officier de la 1re division aéroportée qui a été tué au cours de la bataille.
De 1982 à 1996, John L. Waddy dirige des conférences pour les étudiants du Collège d'état-major de l'armée lors de leurs visites au champ de bataille à Arnhem, rôle qu'il a repris depuis que l'Académie de la défense a repris les visites en 2008. Il écrit un livre sur le sujet en 1999 (Une visite des champs de bataille d'Arnhem) et est reconnu comme une autorité dans la bataille.

## Publications
- (en) John L. Waddy, A Tour of the Arnhem Battlefields, Pen & Sword Books Limited, 1999, 223 p. (ISBN 0-85052-571-3, lire en ligne)
- (en) John L. Waddy, « The Making of A Bridge Too Far », After the Battle - Arnhem, no spécial,‎ 1986, p. 30-52.
- (en) John L. Waddy et Bob Kershaw, Paradata Media : Colonel John Waddy, OBE, Airborne Forces Museum (écouter en ligne)